# Індустріалізація

Вплив індустріалізації на зростання рівня доходів з 1500 р. На графіку показано валовий внутрішній продукт (за паритетом купівельної спроможності) на душу населення між 1500 і 1950 рр.

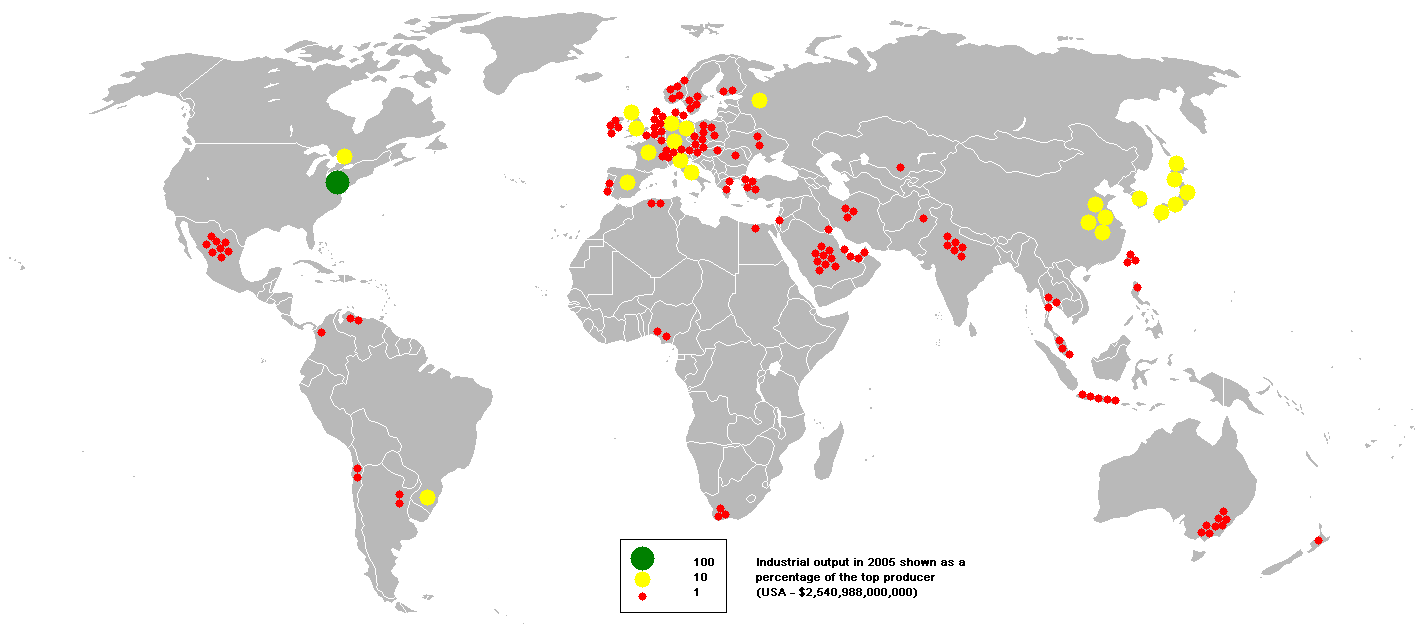
Карта показує розподіл глобального промислового виробництва

Індустріаліза́ція — історичний процес техніко-економічного переходу від аграрного до промислового способу суспільного виробництва, який проходить через машинну стадію виробництва товарів і послуг. Поняття Індустріалізації використовується для позначення історичної епохи європейської промислової революції, яка почалася в другій половині 18 ст. у Королівстві Великої Британії. Пізніше вона поступово поширилася на інші країни Європи та Північної Америки. В Азії та Латинській Америці з середини 20-го століття.
У СРСР індустріалізація, як керована урядом зверху реформа, була оголошена й проведена в 30-х роках 20 століття та означала, на відміну від загальноприйнятого значення поняття — комплекс заходів з прискореного розвитку промисловості, ужитих ВКП(б) у період другої половини 20-х до кінця 30-х років.

## Сучасні моделі індустріалізації
Виділяють наступні сучасні моделі індустріалізації:
- традиційна індустріалізація — з переважанням добувних галузей промисловості, важкого та низько технологічного машинобудування з технологіями переважно 3-го та 4-го укладів, які намагаються з метою підтримки конкурентоспроможності модернізувати до ринкових викликів сучасності;
- некроіндустріалізація — стан галузей промисловості з галузями 3-го та 4-го укладів, які переживають процеси деіндустріалізації першого типу, тобто скорочення виробничих потужностей внаслідок їх фізичного зносу та відсутності ринкового попиту на продукцію;
- постіндустріалізація — перехід до технологій 5-го укладу, який супроводжується процесами деіндустріалізації другого типу, тобто виводом за межі країни низько технологічних галузей, введенням сучасних високотехнологічних виробничих потужностей, орієнтованих на випуск продукції з високою часткою доданої вартості, інформатизацією суспільства, розвитком сфери сучасних наукоємних послуг;
- неоіндустріалізація — перехід до технологій 6-го укладу, з випуском продукції з високою доданою вартістю, який характеризується індивідуалізацією, нанотехнологіями, біотехнологізацією, когнітивізацією, розвитком 3D-друку, шляхом реіндустріалізації, тобто збільшення в національній економіці робочих місць на базі цих технологій переважно у сфері малого та середнього підприємництва[2].

## Індустріалізація у Великій Британії
Англія — єдина країна, де цілісна система машин і механізмів була створена за допомогою ручної праці. Промислова революція (industrial revolution) почалася тут за таких обставин: наявності вільної робочої сили внаслідок, по-перше, згону селян із землі (евікції) під час капіталізації сільського господарства, а по-друге, розорення ремісників, які не витримували конкуренції з мануфактурним виробництвом; наявності грошових багатств, вивезених з колоній і готових знайти застосування в промисловості, тобто перетворитися на капітал; прогресу у винаходах, особливо в бавовняному виробництві, яке було позбавлене цехової регламентації (1733 в Англії був виготовлений ручний ткацький верстат з літаючим човником, 1738 — машина, яка пряла нитку без участі людських рук, а 1771 — ватер, що приводив у рух цю машину за допомогою енергії води; невдовзі виникла перша у світі фабрика — прядильня Р. Аркрайта, а 1781 Дж. Ватт запатентував парову машину подвійної дії, яка дала змогу фабриці позбутися залежності від водяної енергії).
Промисловий переворот в Англії завершився в середині 19 ст.: 1850 країна давала половину світової виплавки чавуну, більше половини видобутку кам'яного вугілля, майже половину переробки бавовняної сировини. Від початку 40-х до кінця 60-х рр. 19 ст. вивіз машин з Англії збільшився вдесятеро. Технічна перевага англійської промисловості забезпечила відповідним англійським товарам перемогу в конкурентній боротьбі в усіх регіонах світу.
Проте від 70–80-х рр. 19 ст. індустріалізація в Англії уповільнилася. Закуповуючи переважно нове вдосконалюване англійське устаткування, Німеччина, США та інші країни почали випереджати Англію за темпами розвитку промисловості. Технічний же рівень виробництва в самій Англії не зростав належними темпами, оскільки капіталісти не були готові постійно здійснювати вартісну реконструкцію своїх підприємств. Вільні капітали їм було вигідніше використовувати для будування підприємств у США і державах Європи (зокрема, і через запровадження цими країнами протекційних мит на ввіз товарів) та в колоніях. У 90-х рр. 19 ст. дешевші німецькі товари заполонили Англію. Англійські підприємці почали вимагати від свого уряду запровадження протекціонізму та відмови від принципів фритредерства (вільної торгівлі), завдяки яким до цього часу встановилася англійська економічна гегемонія. В самій Англії посилилися тенденції до картелізації промисловості, що допомагало боротися з конкуренцією.
Вивіз англійських капіталів замість вивозу англійських товарів особливо посилився із 80-х рр. 19 ст., і це відіграло головну роль в індустріалізації інших країн. До кінця 19 ст. експорт капіталу став однією з головних дохідних статей англійського платіжного балансу. Попит на капітал активізував його мобілізацію за допомогою акціонерних товариств. Оминаючи стадію картелів, деякі АТ почали перетворюватися на могутні трести та концерни. Фінансисти й промисловці будували вовняні
фабрики в Нідерландах, сталеливарні заводи — у Бельгії і Російській імперії. Англійські компанії вкладали капітали в залізничне будівництво в країнах Європи та Америки, субсидували розвиток морських торгових комунікацій, одержуючи високі прибутки від фрахту та страхових премій.

## Індустріалізація в Російській імперії
У Росії до скасування кріпацтва 1861 не було умов для розвитку фабрично-заводського виробництва. Існує чимало прикладів випереджання російськими інженерами досягнень технічно передової Англії. Зокрема, на мануфактурі Р.Глінкова багатоверетенна «самопрядна машина» з'явилася ще 1756, тоді як прядильна машина Дж. Харгрівса почала працювати лише 1765. І. І. Ползунов майже на два десятиріччя раніше від Дж. Уатта побудував парову машину для безпосереднього привода механічних агрегатів. Але ні ці винаходи власних інженерів, ні закуповувані за кордоном зразки машин не впливали на технічний стан російської промисловості. У ній панувала вотчинно-посесійна мануфактура (див. також Вотчинна промисловість, Посесія), заснована на праці кріпосних селян. Ще в 50-х рр. 19 ст. криза кріпосницького господарства стала системною, але тільки поразка в Кримській війні 1853—1856 змусила панівні кола Російської імперії приступити до практичних дій щодо скасування кріпосного права.
Селянська реформа 1861 та низка реформ 1860–70-х рр. розчистили шлях для капіталістичного підприємництва. Раніше воно існувало у вигляді купецької мануфактури та перебувало в пригніченому стані внаслідок конкуренції з боку вотчинно-посесійної мануфактури, яка використовувала дармову працю кріпаків. Незважаючи на наявність багатьох залишків кріпосництва, капіталістичне підприємництво почало активно розвиватися в усіх своїх технічних формах — дрібного товарного виробництва, мануфактури й фабрики. Царський уряд активно сприяв залученню в економіку країни іноземних інвестицій, особливо для розбудови залізничної мережі та будівництва підприємств важкої промисловості.
У 60–70-х рр. 19 ст. Росія у величезних кількостях закуповувала за кордоном техніку для модернізації своєї промисловості й транспорту, але вже у 80-х і особливо в 90-х рр. 19 ст. вона запровадила високі митні тарифи на імпорт, щоб створити сприятливі умови для розвитку власних підприємств. За тарифом 1891 митне обкладання становило 33 % вартості товарів. 1896 мито на рейки досягло 50 %, а на чавун — 75 % ціни товару. Якщо в 1860–70-х рр. велику роль у залізничному будівництві відігравала зарубіжна промисловість (тоді було важливо створити первинну мережу в найкоротші строки), то вже у 80-х, і особливо в 90-х рр., 19 ст. попит залізниць на вугілля, метал і машини задовольнявся російською промисловістю. Усе це сприяло тому, що іноземні капітали почали надходити в Росію переважно у вигляді грошових інвестицій.
Унаслідок цього модернізація російського господарства мала досить високі темпи. Відділити 1-й етап І. від етапу промислового перевороту в Росії практично неможливо, бо всі зміни відбувалися майже водночас. Принаймні промислову революцію в Росії можна вважати завершеною уже до кінця 80-х рр. 19 ст. В 90-х рр. 19 ст. російська економіка вже розвивалася на власній технічній основі й за темпами зростання не поступалася найрозвинутішим країнам світу. Зокрема, темпи зростання російської промисловості становили 5,8 % 1885–90, 7,6 % — 1890–95 і 9,2 % — 1895—1900. Важка промисловість розвивалася вдвоє вищими темпами, ніж легка. А в цілому за 1861—1900, за орієнтовними підрахунками Німецького кон'юнктурного інституту, продукція російської промисловості зросла всемеро, Німеччини — майже в 5, Франції — приблизно в 2,5 раза, Англії — більш як удвічі.
За 1900–13 виробництво промислової продукції в Росії збільшилося ще удвічі. Загальна чисельність робітничого класу у великій промисловості та на транспорті (включаючи робітників воєнних підприємств, водного транспорту й комунального господарства) досягла 4,5 млн осіб.
За рівнем концентрації промисловості Росія займала перше місце у світі.
Концентрація виробництва підводила до утворення, поряд з синдикатами і картелями, монополістичних об'єднань вищого типу — концернів. Однак особливості чинного законодавства перешкоджали утворенню монополій з цілковитим виробничим злиттям підприємств — трестів.
Поряд з тим дореволюційна Росія залишалася переважно аграрною країною. На частку сільського господарства в ній припадало близько 60 % загальної продукції народного господарства. У валовій продукції промисловості на виробництво предметів споживання припадало дві третини, а на виробництво засобів виробництва — лише третина.
За переписом 1897 міське населення у 50 губерніях європейської частини Росії становило тільки 12,8 %, а 1914 воно зросло лише до 15 %. Приблизно третину промислової продукції й наприкінці 19 ст., і 1914 давало дрібне товарне виробництво (кустарно-реміснича промисловість).
Упродовж 1860—1913 Російська імперія збільшила випуск своєї промислової продукції в 12 разів. Але, незважаючи на випередження в темпах, вона не змогла наздогнати за валовими показниками жодну з розвинутих країн світу. 1913 Росія випускала промислової продукції в 2,5 раза менше, ніж Франція, в 4,5 раза — ніж Англія, в 5,9 раза — ніж Німеччина, увосьмеро менше, ніж США. Відставання Росії за розмірами виробництва на душу населення було особливо помітним. У ній вироблялося промислової продукції на душу населення вдесятеро менше, ніж у Німеччині, майже в півтора десятка разів менше, ніж у США. Перша світова війна стала серйозним випробуванням для економік усіх воюючих країн. Слабка російська індустрія до такого випробування виявилася зовсім непідготовленою. Потреби матеріально-технічного постачання російської армії доводилося задовольняти здебільшого шляхом імпорту, переважно зі США: за 1913–17 імпорт американських товарів зріс майже удев'ятеро.
1913 зовнішня заборгованість Росії обчислювалася в 4,3 млрд рублів, а за роки війни борг зріс ще на 7,25 млрд руб. Окрім щорічного часткового погашення боргів, за позичені мільярди необхідно було сплачувати відсотки, щороку сотні мільйонів рублів.

## Індустріалізація Лівобережної України та Південної України
Першим вагомим поштовхом до І. Лівобережної України та Південної України стало залізничне будівництво (див. Залізничне будівництво в Україні 19 — початку 20 століть). Первинна мережа залізничних шляхів в Україні була створена за рахунок імпорту матеріалів і техніки й стала передумовою для розвитку фабрично-заводської промисловості.
У конфігурацію залізниць добре вписувалися водні магістралі. Дніпро був з'єднаний притоками та каналами з водними системами Балтійського басейну — Західною Двіною, Німаном і Віслою. Це сприяло тому, що за чотири пореформених (після 1861) десятиліття перевезення товарних вантажів територією України зросло більш як удесятеро. Поява первинної залізничної мережі в поєднанні з розвитком пароплавства зумовила завершення до початку 90-х рр. 19 ст. промислового перевороту на транспорті. 1890 на ріках України використовувалося 220 пароплавів сукупною вантажопідйомністю 1,2 млн пудів.
Важливим елементом транспортної системи були азово-чорноморські порти, які з'єднували Російську імперію з країнами Чорноморського басейну та Середземномор'я. Як тільки закінчилася Кримська війна 1853–56, царський уряд ініціював створення приватного Російського товариства пароплавства та торгівлі. У наступні десятиліття виникли інші пароплавні компанії.
Істотну роль у створенні безпосередніх передумов для І. України відіграла кам'яновугільна промисловість. Власне, повномасштабна І. України саме й розпочалася з бурхливого розвитку вуглевидобування, який став можливим після прокладення залізниць. 1872 у Донбасі з'явилася перша акціонерна компанія «Гірниче і промислове товариство на Півдні Росії», заснована за допомогою французького капіталу (див. Іноземний капітал в Україні 18 – початку 20 століть). До 1900 в Донбасі вже діяло 20 вуглевидобувних компаній з іноземним капіталом (без урахування рудників металургійних компаній). Панівну роль відігравав капітал дрібних французьких рантьє, концентрований франко-бельгійськими банками. Від заснування кам'яновугільних рудників іноземні капіталісти переходили до комплексної експлуатації природних багатств Донбасу — створення підприємств з видобутку залізної руди та побудови металургійних заводів.
Після виявлення великих рудних запасів О.Поль заснував 1881 АТ з видобутку залізної руди. 1900 було видобуто 210 млн пудів високоякісної залізної руди в районі Кривого Рогу й до 10 млн пудів марганцевої руди в районі Нікополя.
Піонером у створенні металургійної промисловості Донбасу був англійський підприємець Дж. Юз, який заснував Новоросійське товариство кам'яновугільного, залізоробного та рейкового виробництв. Щоб забезпечити розгортання нової галузі промисловості, царський уряд надав створеному товариству казенні землі з вугільними родовищами й зобов'язався виплачувати Дж. Юзу впродовж 12 років премію в розмірі 50 копійок на кожний пуд вироблених рейок.
Після того, як царський уряд почав обкладати великим митом імпорт металургійної продукції, іноземні капіталісти виявили ще більшу зацікавленість у розгортанні металургійних заводів на Півдні Росії. 1900 року 17 металургійних заводів виплавили тут 92 млн пудів чавуну.
Попит залізничного господарства на паровози за наявності заборонного, по суті, мита на імпорт змусив чимало великих машинобудівних заводів Росії освоїти паровозобудування. Зокрема, в Україні з'явилися спеціалізовані паровозобудівні заводи — Харківський паровозобудівний завод (1897), Луганський паровозобудівний завод (з 1900).
Промислове піднесення в Росії 90-х рр. 19 ст. базувалося переважно на прискорених темпах залізничного будівництва. 40 % підприємств, які існували 1900, були збудовані за попереднє десятиліття, причому в Катеринославській губернії та Полтавській губернії такі підприємства складали більше половини загальної кількості, а в Таврійській губернії — 50 %.
Попит сільського господарства на машини зумовив швидкий розвиток відповідної галузі машинобудування. У 90-х рр. 19 ст. українські губернії виробляли понад половину загальноімперського випуску с.-г. машин. У Катеринославській губернії налічувалося 33 підприємства с.-г. машинобудування, у Таврійській — 19, Херсонській губернії — 16.

### Цукрова промисловість
Від середини 60-х рр. 19 ст. в Україні швидко розвивалася цукрова промисловість. Технічний переворот у цій галузі був пов'язаний із заміною вогневих технологій переробки цукрового буряку паровими. Останній вогневий завод проіснував у Чернігівській губернії до 1876. На початок 80-х рр. 19 ст. цукрова промисловість України давала 88 % загальноросійського виробництва цукру.
1887 у цукровій промисловості виник Синдикат цукрозаводчиків із правлінням у Києві. Він об'єднував понад 90 % імперського виробництва цукру й регулював ціни в інтересах цукрозаводчиків.

### XX століття
Економічна криза 1900–03 призвела до монополізації промисловості. Наймогутніші монополії в замаскованій формі синдикатів (контор із продажу) з'явилися в галузях важкої промисловості (див. Монополізація капіталістична, Монополії капіталістичні в Україні). 1902 уряд затвердив статут металургійного синдикату — Товариства для продажу виробів російських металургійних заводів (скорочено «Продамета»).
У 1909 році промислове піднесення російської економіки відновилося. Передумови цьому були створені розширенням внутрішнього ринку країни внаслідок проведення столипінської аграрної реформи, відносно великими врожаями (за винятком 1911), які забезпечили значний експорт зернових, припливом у промисловість іноземного (переважно французького) капіталу та широким переозброєнням армії та флоту.
Висока кон'юнктура позначилася передусім на кам'яновугільній промисловості Донбасу: 1910 вуглевидобуток складав 1 млрд пудів, а 1913 — 1,5 млрд пудів. За цей час питома вага Донбасу в кам'яновугільній промисловості імперії зросла з 67 % до 74 %. Головними споживачами донецького вугілля були залізниці, металургія та цукрові заводи.
У ці роки в металургії, на відміну від 90-х рр. 19 ст., нових підприємств не виникло. Весь приріст виплавки чорних металів був одержаний за рахунок розширення чинних заводів та ефективнішого використання наявних потужностей. Перед I світовою війною українська металургія давала ²/3 чавуну, що виплавлявся в імперії.
Роль і значення України в загальноросійському виробництві машин майже не змінилися. Як і раніше, транспортне й с.-г. машинобудування давали основну частку продукції, що вироблялася в Росії. Паровозобудівні заводи в Харкові та Луганську не могли працювати на повну потужність і здійснили часткову переналадку цехів на випуск продукції, що мала ринковий попит.
Заходи, які вживалися царським урядом для зміцнення обороноспроможності імперії, сприяли швидкому розвиткові суднобудування. 1911 виник завод Російського акціонерного суднобудівного товариства в Миколаєві («Руссуд»).
Найбільшими центрами машинобудування були Катеринославська, Херсонська губернії та Харківська губернія. 1913 у цих губерніях на підприємствах машинобудування й металообробки працювало 53 тис. осіб.
Харчова індустрія України розвивалася вповільненими темпами, але її частка в загальноросійському виробництві була високою — 36 %. Україна давала, зокрема, від 80 до 85 % виробництва цукру в імперії. У сезон цукроваріння 1913/14 діяли 210 цукрових заводів (головним чином — у Київській губернії, Подільській губернії та Харківській губ.), які виробили 1,1 млн т цукру.
У промисловості відбувався поступовий перехід від парових машин до парових турбін, двигунів внутрішнього згорання, електродвигунів. 1910 у Донбасі діяла одна врубова машина, а 1913—120. Але перед I світовою війною частка механізованого видобутку вугілля складала лише 1,7 %. На шахтах все ще використовувалися обушок, кирка, лопата. Продуктивність праці донецького шахтаря вдвоє поступалася продуктивності праці німецького гірника.
У передвоєнні роки концентрація виробництва в українській промисловості істотно підвищилася. За 1910–14 кількість підприємств, на кожному з яких працювало понад 1 тис. робітників, зросла із 37 до 42. Найбільшими серед цих підприємств були Дніпровський металургійний завод у Кам'янському (понад 10 тис. робітників), миколаївський суднобудівний завод «Наваль» (понад 9 тис.), Брянський металургійний завод у Катеринославі (нині м. Дніпро; до 9 тис.), кам'яновугільний рудник АТ «Уніон» в Макіївському районі (8700), Петровський металургійний завод в Єнакієвому (8400 робітників).
1914 на підприємствах України (без гірничодобувної промисловості) з числом робітників понад 500 було зосереджено 45,3 % пром. пролетаріату (1910 — 39,8 %).
I світова війна підірвала українську промисловість. Підприємства, які не працювали на задоволення потреб фронту, закривалися або скорочували обсяг виробництва. Підприємства, що мали замовлення армії, теж не могли нормально функціонувати внаслідок утруднень з постачанням палива та сировини, незадовільного транспортного обслуговування, нестачі робітників.
Улітку 1915 були створені чотири особливі наради — з оборони, палива, перевезень і продовольства. Особлива нарада з оборони здійснювала нагляд за казенними та приватними підприємствами, які працювали на потреби фронту. В Україні чотири районні наради (у Києві, Одесі, Катеринославі та Харкові) контролювали роботу 1130 підприємств, на яких було зайнято майже 400 тис. робітників.
Після окупації Польщі Донбас залишився єдиним великим постачальником вугілля. Видобуток вугілля тут вдалося збільшити з 1540 млн пудів 1913 до 1740 млн пудів 1916, однак не за рахунок підвищення продуктивності праці (вона впала майже вдвічі), а за рахунок залучення некваліфікованої робочої сили.
Воєнні замовлення сприяли появі нових підприємств, особливо у великих містах, які мали розвинуту індустріальну інфраструктуру. Зокрема, в Одесі за 1915–16 з'явилися десятки великих підприємств машинобудівного профілю, в тому числі авіаційний завод Анатра. Частка машинобудування та металообробки в промисловому виробництві Одеси зросла з 12 % 1914 до 44 % 1917.
Загальна чисельність промислових робітників в Україні зросла з 655 тис. 1913 до 893 тис. 1917, у тому числі у важкій промисловості — з 440 тис. до 636 тис. осіб. На підприємствах істотно зросла частка жіночої праці та праці підлітків. Зокрема, серед робітників у промисловості кількість жінок виросла з 5 тис. 1914 до 133 тис. 1917. На шахтах і металургійних заводах працювало 1917 до 100 тис. військовополонених, а також десятки тисяч робітників, завербованих у Китаї.